# NANA MIZUKI LIVE RAINBOW at BUDOUKAN
『NANA MIZUKI LIVE RAINBOW at BUDOKAN』（ナナ・ミズキ・ライブ・レインボー・アット・ブドカン）は、水樹奈々の3作目となるライブ映像作品。2005年4月6日にキングレコードから発売された。

## 概要
2004年から2005年に年跨ぎで開催されたライブツアー『NANA MIZUKI LIVE RAINBOW 2004-2005』より、最終日の2005年1月2日、日本武道館にて、1万人を動員して行われた公演の模様を収録。
DISC-1は、同ライブを収録。DISC-2には、2004年に行われたNANA MIZUKI LIVE SPARK 2004 〜summer〜のダイジェスト映像どドキュメンタリーを収録。その他、武道館公演のメイキング映像が収められている。なお初回盤は、特製BOX&3面デジパック仕様となっている。

## 演奏参加ミュージシャン
- 水樹奈々：ボーカル、ダンス

Cherry boys
- ギター
  - 渡辺格（愛称：イタルビッチ）
  - 北島健二（愛称：ケニー）
- ベース
  - 坂本竜太（愛称：りゅーたん）
- ドラム
  - 五十嵐公太（愛称：こーたん）
- キーボード
  - 大平勉（愛称：トム君）
- サックス
  - 藤陵雅裕（愛称：ファイヤー）

その他
- バックダンス：TEAM YO-DA
- バックダンス：YO-DA Jr.
- バックダンス：BABY YO-DA
- ダンス：G-Rockets

## 演奏会場
- 日本武道館（2005年1月2日）

## 収録内容

### DISC-1
OPENING
JET PARK
still in the groove
FAKE ANGEL
New Sensation
MC 1
The place of happiness
大好きな君へ
パノラマ-Panorama-
JUMP!
MC 2
アノネ〜まみむめ☆もがちょ〜
Open Your Heart
innocent starter
Tears' Night
Independent Love Song
Brilliant Star
It's in the bag
Take a shot
POWER GATE
TRANSMIGRATION
MC 3
あの日夢見た願い
PROTECTION
MC 4
ミラクル☆フライト
MC 5〜想い
end roll

### DISC-2
- NANA MIZUKI LIVE SPARK 2004 〜summer〜 TOUR DOCUMENT

リハーサル
suddenly 〜巡り合えて〜
Love's Wonderland
水中の青空～ひまわり
climb up
それでも君を想い出すから
Private Emotion～New Frontier
in a fix
パノラマ-Panorama-
Heartbeat
cherish
What cheer?
- ROAD TO BUDOKAN